# Ocean ognia (film)
Ocean ognia (ang. Hunter Killer) – amerykański film fabularny z 2018 roku w reżyserii Donovana Marsha, wyprodukowany przez wytwórnię Summit Entertainment. Główne role w filmie zagrali Gerard Butler, Gary Oldman, Common i Linda Cardellini.
Premiera filmu odbyła się 19 października 2018 w Wielkiej Brytanii. Tydzień później, 26 października, obraz trafił do kin na terenie Stanów Zjednoczonych i Polski.

## Fabuła
Joe Glass (Gerard Butler) jest dowódcą USS "Toledo", amerykańskiego okrętu podwodnego z napędem atomowym. Jednostka dociera do miejsca, w którym zatonął rosyjski okręt podwodny. Badając kulisy katastrofy, kapitan odkrywa, że incydent nie był dziełem przypadku, ale aktem terroru. Stoi za nim zbuntowany rosyjski generał, usiłujący doprowadzić do wybuchu III wojny światowej. Kiedy zdrajcy udaje się porwać prezydenta Rosji, Glass sprzymierza się z oddziałem US Navy SEALs. Akcji z napięciem przygląda się Charles Donnegan (Gary Oldman), szef Sił Zbrojnych Stanów Zjednoczonych.

## Obsada
- Gerard Butler jako kapitan Joe Glass
- Gary Oldman jako admirał Charles Donnegan
- Common jako kontradmirał John Fisk
- Linda Cardellini jako Jayne Norquist, National Security Agency (NSA)
- Zane Holtz jako Martinelli
- Caroline Goodall jako prezydent Stanów Zjednoczonych Ilene Dover
- Aleksander Diaczenko jako rosyjski prezydent Zakarin
- Mikael Nyqvist jako kapitan Siergiej Andropow
- Ilia Wołok jako kapitan Władimir Sutrew

## Odbiór

### Krytyka
Film Ocean ognia spotkał się z mieszaną reakcją krytyków. W serwisie Rotten Tomatoes 31% z dwudziestu sześciu recenzji filmu jest pozytywna (średnia ocen wyniosła 4,6 na 10). Na portalu Metacritic średnia ocen z 12 recenzji wyniosła 41 punktów na 100.